# Juan Anagnostes
Juan, llamado Anagnostes que significa lector (en griego: Ἰωάννης Ἀναγνώστης) fue un historiador griego del siglo XV, testigo del saqueo otomano de Tesalónica del 29 de marzo de 1430, evento que describió al detalle en su «Relato de la última captura de Tesalónica» (en griego: Διήγησις περί τῆς τελευταίας άλώσεως τῆς Θεσσαλονίχης), que escribió acompañado de una monodia donde lamentaba la caída de la ciudad.

## Antecedentes
Tesalónica había sido capturada por los otomanos en 1387; aunque fueron incapaces de mantener el control de la ciudad a raíz de la batalla de Angora en 1402. Los bizantinos, incapaces de defender más la ciudad, la vendieron a la República de Venecia en 1423; aunque no a tiempo para montar una defensa contra el Imperio Otomano que inició otro asedio ese año. Otra vez los otomanos fueron incapaces de mantener controlada la ciudad y pronto se declararon en estado de guerra con los venecianos. A partir del 29 de marzo de 1430, el sultán otomano Murad II comenzó un asedio de tres días de Tesalónica, resultando en la conquista de la ciudad por el ejército otomano y la toma de 7000 habitantes como esclavos. Los venecianos acordaron un tratado de paz y se retiraron de la región en 1432, dejando a los otomanos el dominio permanente de la zona.